# ناحیه شگر
ناحیه شگر (به انگلیسی: Shigar District) یکی از ناحیه‌های پاکستان در پاکستان است که در گلگت-بلتستان واقع شده‌است. ناحیه شگر ۸٬۵۰۰ کیلومتر مربع مساحت دارد.